# قصعين أزغب
قصعين أزغب (الاسم العلمي:Salvia puberula) هو نوع من النباتات يتبع جنس القصعين من الفصيلة الشفوية.